# Мак-Адам (парафія, Нью-Брансвік)
МакАдам (англ. McAdam) — парафія в Канаді, у провінції Нью-Брансвік, у складі графства Йорк.

## Населення
За даними перепису 2016 року, парафія нараховувала 73 особи, показавши зростання на 170,4 % проти 2011 року. Середня густина населення становила 0,1 особи/км².
З офіційних мов обидвома одночасно не володів жоден із жителів, тільки англійською — 70.
Працездатне населення становило 37,5 % усього населення, усі були зайняті. 66,7 % осіб були найманими працівниками, а 0 % — самозайнятими.

## Клімат
Середня річна температура становить 5 °C, середня максимальна — 23,8 °C, а середня мінімальна — −17 °C. Середня річна кількість опадів — 1126 мм.
| Клімат поселення                              | Клімат поселення | Клімат поселення | Клімат поселення | Клімат поселення | Клімат поселення | Клімат поселення | Клімат поселення | Клімат поселення | Клімат поселення | Клімат поселення | Клімат поселення | Клімат поселення | Клімат поселення |
| Показник                                      | Січ.             | Лют.             | Бер.             | Квіт.            | Трав.            | Черв.            | Лип.             | Серп.            | Вер.             | Жовт.            | Лист.            | Груд.            |                  |
| Середній максимум, °C                         | −3,8             | −2,19            | 3,32             | 10,23            | 17,18            | 22,31            | 23,77            | 22,90            | 17,54            | 11,48            | 5,34             | −2,05            |                  |
| Середня температура, °C                       | −10,39           | −8,8             | −3,28            | 3,64             | 10,59            | 15,70            | 19,28            | 18,41            | 13,07            | 6,98             | 0,86             | −6,54            |                  |
| Середній мінімум, °C                          | −16,98           | −15,39           | −9,86            | −2,95            | 3,99             | 9,12             | 14,78            | 13,93            | 8,56             | 2,50             | −3,63            | −11,02           |                  |
| Норма опадів, мм                              | 97               | 67               | 86               | 91               | 103              | 91               | 99               | 91               | 94               | 95               | 111              | 101              |                  |
| Середньомісячна швидкість вітру, м/с          | 3.70             | 3.80             | 4.00             | 3.80             | 3.50             | 3.10             | 2.70             | 2.60             | 2.90             | 3.25             | 3.52             | 3.63             |                  |
| Середньомісячна сонячна радіація, кДж/м²·день | 5275             | 8476             | 12232            | 15535            | 18229            | 20315            | 19831            | 17668            | 13174            | 8432             | 5052             | 4211             |                  |
| --------------------------------------------- | ---------------- | ---------------- | ---------------- | ---------------- | ---------------- | ---------------- | ---------------- | ---------------- | ---------------- | ---------------- | ---------------- | ---------------- | ---------------- |
| Джерело:                                      |                  |                  |                  |                  |                  |                  |                  |                  |                  |                  |                  |                  |                  |